# Breda Mod. 35
Breda Mod. 35 — ручная граната, применявшаяся королевской армией Италии в ходе Второй мировой войны.

## Описание
Граната Breda Mod. 35 была принята на вооружение одновременно с конструктивно схожими SRCM Mod. 35 и OTO Mod. 35, представлявших собой новое поколение итальянских ручных гранат, с которыми итальянская армия вступила во Вторую мировую войну. Корпус гранаты цилиндрический, выполнен из алюминия и имеет крышку конической формы в нижней части. В качестве взрывчатого вещества применялась смесь тротила и динитронафталина весом в 63 грамма, которая при подрыве обеспечивала разлёт осколков на дистанцию до 10 метров.
Граната Breda 35 состоит из:
- корпуса;
- верхнего и нижнего футляров с зарядом ВВ;
- ударного механизма;
- предохранительного устройства;
- детонатора[1].

Граната имеет два предохранительных устройства — засов, соединенный с предохранительным колпаком и предохранительную чеку.

## Применение
Для броска гранаты требовались предпринять следующие действия:
- Взять гранату в руку.
- Удерживая пальцем колпачок выдернуть предохранительную чеку.
- Метнуть гранату в цель.

В момент броска предохранительный колпак под напором воздуха отделяется от корпуса гранаты и вытягивает из корпуса засов. В тот же момент граната переводится в боевое положение. При ударе о преграду, футляры, преодолевая сопротивление контрпредохранительной пружины, сближаются, что приводит к наколу капсюля-воспламенителя и взрыву детонатора и основного заряда.

## Версии
- «Боевая»: окрашивалась в красный цвет.
- «Муляж»: серебристая.
- «Тренировочная с уменьшенным зарядом» — белая с красной полосой.
- Breda Mod. 40: отличается от Mod. 35 подрывным зарядом, снаряжённым не тротилом а взрывчатым веществом на основе нитрата аммония, который из-за повышенной гигроскопичности содержится в водонепроницаемом носителе заряда.
- Breda Mod. 40: (иная граната, не связанная с предыдущей) состоит из обычной Mod. 35, установленный поверх деревянной или бакелитовой рукоятки, как у немецкой гранаты М24. Общая длина граната достигла 241 мм. В отличие от Mod.35, корпус выполнен из стали, а не алюминия. На базе Mod.40 впоследствии была создана противотанковая граната Breda Mod. 42.

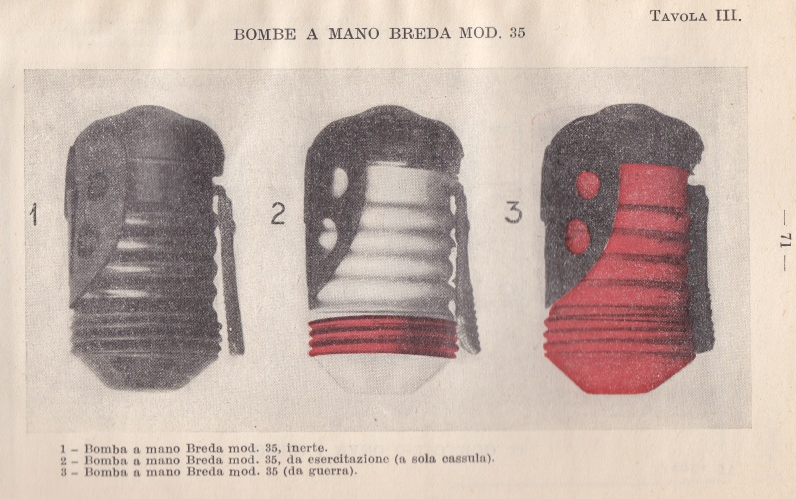
Иллюстрация из полевого руководства Королевской армии Италии
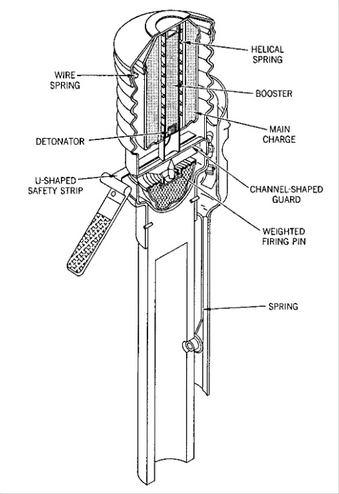
Схема Breda Mod.40
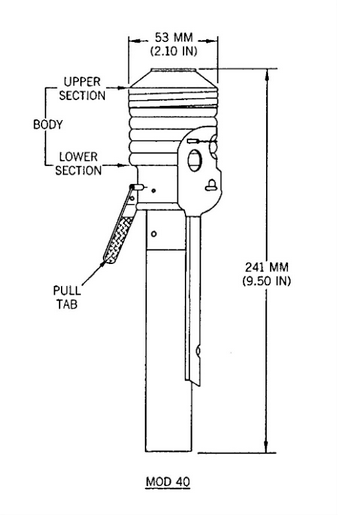
Другая схема Breda Mod.40

## Страны-эксплуатанты
- Италия
- Нацистская Германия - во время второй мировой войны гранаты использовались под наименованием Handgranate 329(i)